# Tir à l'arc aux Jeux mondiaux de 2017
Navigation
Cali 2013 Birmingham 2022
Les épreuves de tir à l'arc des Jeux mondiaux de 2017 ont lieu du 23 juillet au 30 juillet 2017 à Wrocław.

## Podiums

### Femmes
| Épreuves      | Or                     | Argent                         | Bronze                         |
| ------------- | ---------------------- | ------------------------------ | ------------------------------ |
| Arc à poulies | Colombie Sara López    | Slovénie Toja Ellison          | États-Unis Christie Colin (en) |
| Arc classique | Allemagne Lisa Unruh   | Royaume-Uni Naomi Folkard (en) | Italie Jessica Tomasi          |
| Arc nu        | Italie Cinzia Noziglia | Suède Lina Björklund           | Tchéquie Martina Macková       |

### Hommes
| Épreuves      | Or                         | Argent                     | Bronze                |
| ------------- | -------------------------- | -------------------------- | --------------------- |
| Arc à poulies | Danemark Stephan Hansen    | Iran Esmaeil Ebadi         | Croatie Domagoj Buden |
| Arc classique | Italie Amedeo Tonelli (it) | États-Unis Brady Ellison   | Japon Wataru Oonuki   |
| Arc nu        | Hongrie István Kakas       | États-Unis John Demmer III | Suède Martin Ottosson |

### Mixte
| Épreuves                 | Or                                       | Argent                                             | Bronze                                  |
| ------------------------ | ---------------------------------------- | -------------------------------------------------- | --------------------------------------- |
| Arc à poulies par équipe | Danemark Stephan Hansen Sarah Sonnichsen | Mexique Rodolfo González Linda Ochoa-Anderson (en) | États-Unis Kris Schaff Cassidy Cox (en) |

## Tableau des médailles
| Rang  | Nation          | Or | Argent | Bronze | Total |
| ----- | --------------- | -- | ------ | ------ | ----- |
| 1     | Italie          | 2  | 0      | 1      | 3     |
| 2     | Danemark        | 2  | 0      | 0      | 2     |
| 3     | Allemagne       | 1  | 0      | 0      | 1     |
| 4     | Hongrie         | 1  | 0      | 0      | 1     |
| 5     | Colombie        | 1  | 0      | 0      | 1     |
| 6     | États-Unis      | 0  | 2      | 2      | 4     |
| 6     | Suède           | 0  | 1      | 1      | 2     |
| 6     | Iran            | 0  | 1      | 0      | 1     |
| 6     | Mexique         | 0  | 1      | 0      | 1     |
| 7     | Slovénie        | 0  | 1      | 0      | 1     |
| 8     | Grande-Bretagne | 0  | 1      | 0      | 1     |
| 9     | Croatie         | 0  | 0      | 1      | 1     |
| 10    | Japon           | 0  | 0      | 1      | 1     |
| 11    | Tchéquie        | 0  | 0      | 1      | 1     |
| TOTAL | TOTAL           | 7  | 7      | 7      | 21    |